# عزيز الدويك
د.عزيز سالم مرتضى الدويك (أبو هشام) (ولد في القاهرة في 12 يناير 1948 -)، هو مهندس معماري وأستاذ جامعي وسياسي فلسطيني من حركة حماس في الضفة الغربية، انتخب يوم 18 فبراير 2006 رئيسًا للمجلس التشريعي الفلسطيني

## سيرة ذاتية ومهنية
ولد في القاهرة لأم مصرية وأب فلسطيني من الخليل، وهو متزوج وأب لسبعة أبناء وبنات. ويعيش اليوم في حي الجامعة في الخليل.
حاصل على شهادة دكتوراه في التخطيط الإقليمي والعمراني من جامعة بنسلفانيا في فيلادلفيا بالولايات المتحدة.ولديه ثلاث شهادات ماجستير في: التربية، وتخطيط المدن، والتخطيط الإقليمي والحضري
أسس قسم الجغرافيا في جامعة النجاح الوطنية بنابلس ورأسه لعدة سنوات. ويشغل منصب مسؤول العلاقات العامة في جمعية أصدقاء المريض. وكان له دور بارز في الإشراف على العديد من رسائل الماجستير الدكتوراه.

### أعمال سابقة
- أستاذ في جامعة النجاح الوطنية.
- مدير العلاقات العامة في جمعية أصدقاء المريض بنابلس.
- عضو مجلس كلية الآداب في جامعة النجاح الوطنية.
- عضو لجنة البحث العلمي في جامعة النجاح الوطنية.
- مؤسس ورئيس قسم الجغرافية في جامعة النجاح.
- أمين سر نقابة العاملين في جامعة النجاح.

## نشاطه السياسي
يُعتبر أحد قيادات جماعة الإخوان المسلمين في فلسطين، وانتمى مبكرا لحركة حماس وأصبح من نشاطائها وأحد أقطابها. وكان ناطقاً باسمهم باللغة الإنجليزية. كان من مُبعدي مرج الزهور عام 1992 برفقة أكثر من 415 ناشطًا إسلامياً، وكان أحد أهم مرافقي الدكتور عبد العزيز الرنتيسي في الإبعاد، ترك بعد عودته من مرج الزهور العمل السياسي، وتفرّغ للدراسة والتحصيل العلمي، في حين تسلّم الرنتيسي زمام الأمور في حماس بعد اغتيال أحمد ياسين في مارس 2004 إلى أن اغتالته المروحيات الإسرائيلية في أبريل 2004.
رُشِّح ضمن قائمة التغيير والإصلاح في الانتخابات التشريعية الفلسطينية التي جرت عام 2006، وهو رابع رئيس للمجلس التشريعي الفلسطيني من بعد أحمد قريع، وروحي فتوح، وحسن خريشة.
اعتقل في السجون الإسرائيلية أكثر من 5 مرات، في 29 يونيو 2006 قام الجيش الإسرائيلي باعتقاله، حين أُفيد أن 20 آلية عسكرية حاصرت منزله في رام الله لاعتقاله. وظل معتقل لمدة ثلاث سنوات، خلالها عانى من مرض السكري وارتفاع ضغط الدم. أُفرج عنه في 23 يونيو 2009 وذلك بعد رفض المحكمة الإسرائيلية طلب الإدعاء لتمديد فترة اعتقالة لعدم كفاية الأدلة، اعتقل لاحقًا في يونيو 2014 بعد اختطاف ثلاثة مستوطنين، وأطلق سراحه في 9 يونيو 2015.
في 16 ديسمبر 2018 منعت أجهزة السلطة الفلسطينية عقد مؤتمر صحفي دعى إليه أمام المجلس التشريعي في رام الله ردا على قرار المحكمة الدستورية حل المجلس، واحتجز الدويك ونواب أخرون لمدة قصيرة عند حاجز للسلطة بالقرب من مدينة بيت لحم.
في 22 يونيو 2020 تعرّض منزله في الخليل إلى هجوم بقنبلة يدوية ألقاها مجهولون لم ينتج عنه إصابات بشرية.

## مؤلفاته
له عدة مؤلفات منها كتاب «المجتمع الفلسطيني».